# Claudious Abry
Pour les articles homonymes, voir Abry.
Claudious Abry (né Claudius Louis Abry le 3 juin 1885 à Seyssel et mort le 6 novembre 1972 à Saint-Laurent-sur-Saône) est un charpentier-menuisier-ébéniste français du XXe siècle. 
Un musée situé dans sa ville natale, expose ses œuvres sur bois : le musée du bois de Seyssel.

## Biographie
Fils de menuisier et petit-fils de maître-compagnon charpentier, compagnon du devoir durant 7 années, Claudious Abry a travaillé aux établissements Monet-Goyon à Mâcon, où il fabriquait des moules pour des pièces de moto. Il a aussi réalisé pendant ses loisirs et durant sa retraite de nombreux travaux, parmi lesquels des maquettes en bois spectaculaires.
Fier de son savoir-faire, il a légué toutes ses œuvres à sa commune de naissance, Seyssel.

## Œuvres
Parmi les maquettes réalisées par Claudious Abry, on peut citer l'escalier à vis St Gilles, un escalier à double évolution, un escalier de chaire d'église tournant, un escalier de pavillon, une hélice de bateau, etc. Ses oeuvres sont exposées au musée du bois de Seyssel.